# Église adventiste de Navoï
 (décembre 2023).
L'église adventiste de Navoï, aussi appelée église adventiste du septième jour de Navoï (en russe : Христианская церковь адвентистов седьмого дня) est la première et seule église adventiste du septième jour dans la ville de Navoï. Elle est construite entre 1996 et 2001 et est située sur la rue Navoi dans la ville de Navoï,.

## Histoire
En 1995, un terrain d'une superficie de 0,4 hectare est alloué dans la partie sud-ouest de la zone périurbaine de la ville de Navoi, où la construction d'une église pour la communauté chrétienne adventiste du septième jour est prévue.
La construction de l'église commence en 1996. Le projet de l'Église adventiste est préparé par l'architecte de Samarcande, Ali Sodiqov, et il dirige personnellement la construction. La première communauté adventiste à Tachkent est organisée en 1910. Il y a un total de 10 églises adventistes du septième jour en Ouzbékistan. Le 26 août 1976, la communauté adventiste de Tachkent est officiellement enregistrée pour la première fois.
La construction s'achève en 2001, et elle est mise en service lors de la célébration du 10e anniversaire de l'indépendance de l'Ouzbékistan.

## Architecture
Le bâtiment est un complexe complet comprenant une salle de culte, une bibliothèque, des salles de classe, des salles de réunion, des auditoriums et une cour avec un réservoir d'eau sacrée capable d'accueillir de 150 à 200 personnes.

## Galerie

Galerie
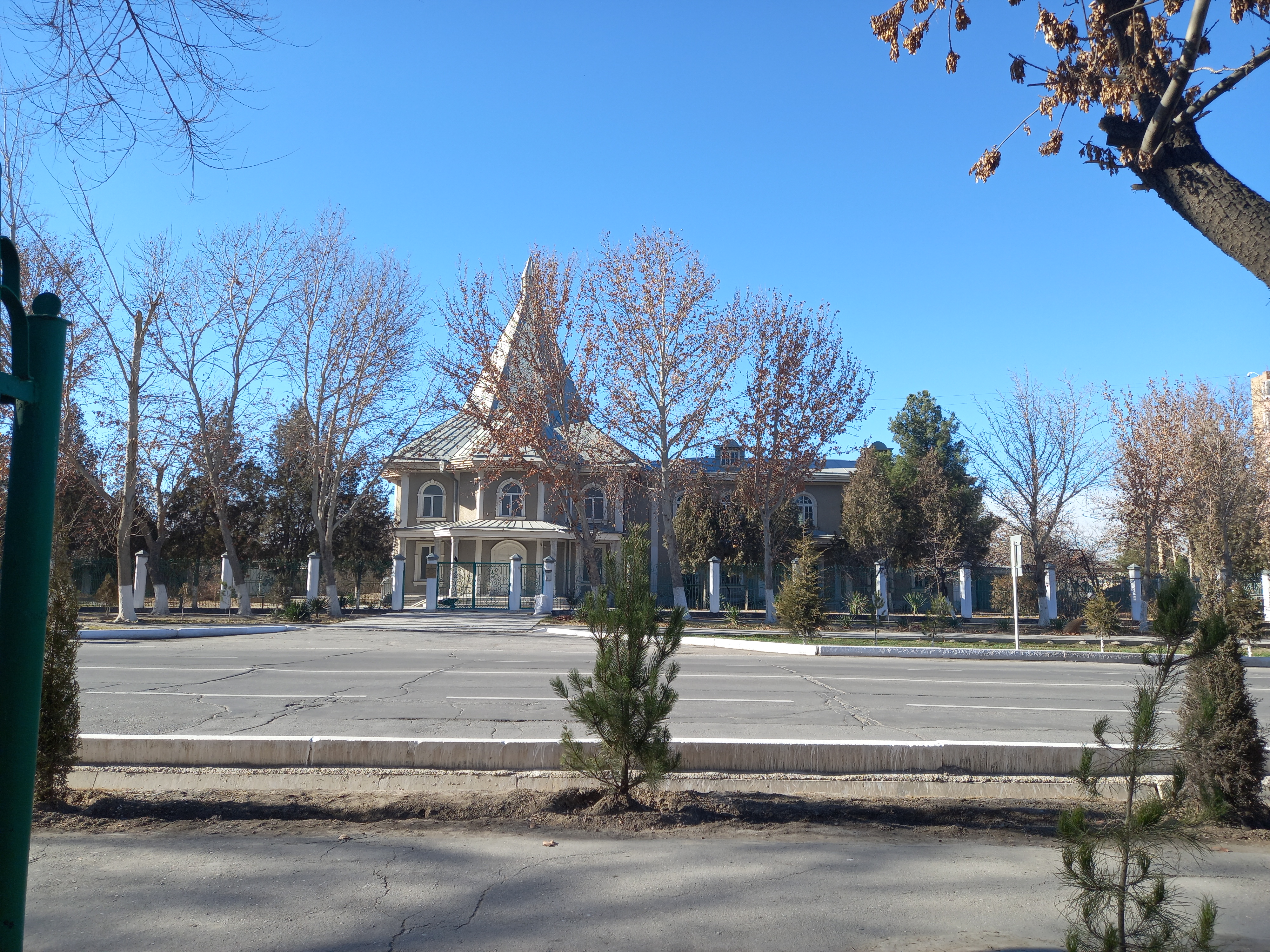
Église chrétienne adventiste du septième jour à Navoi.
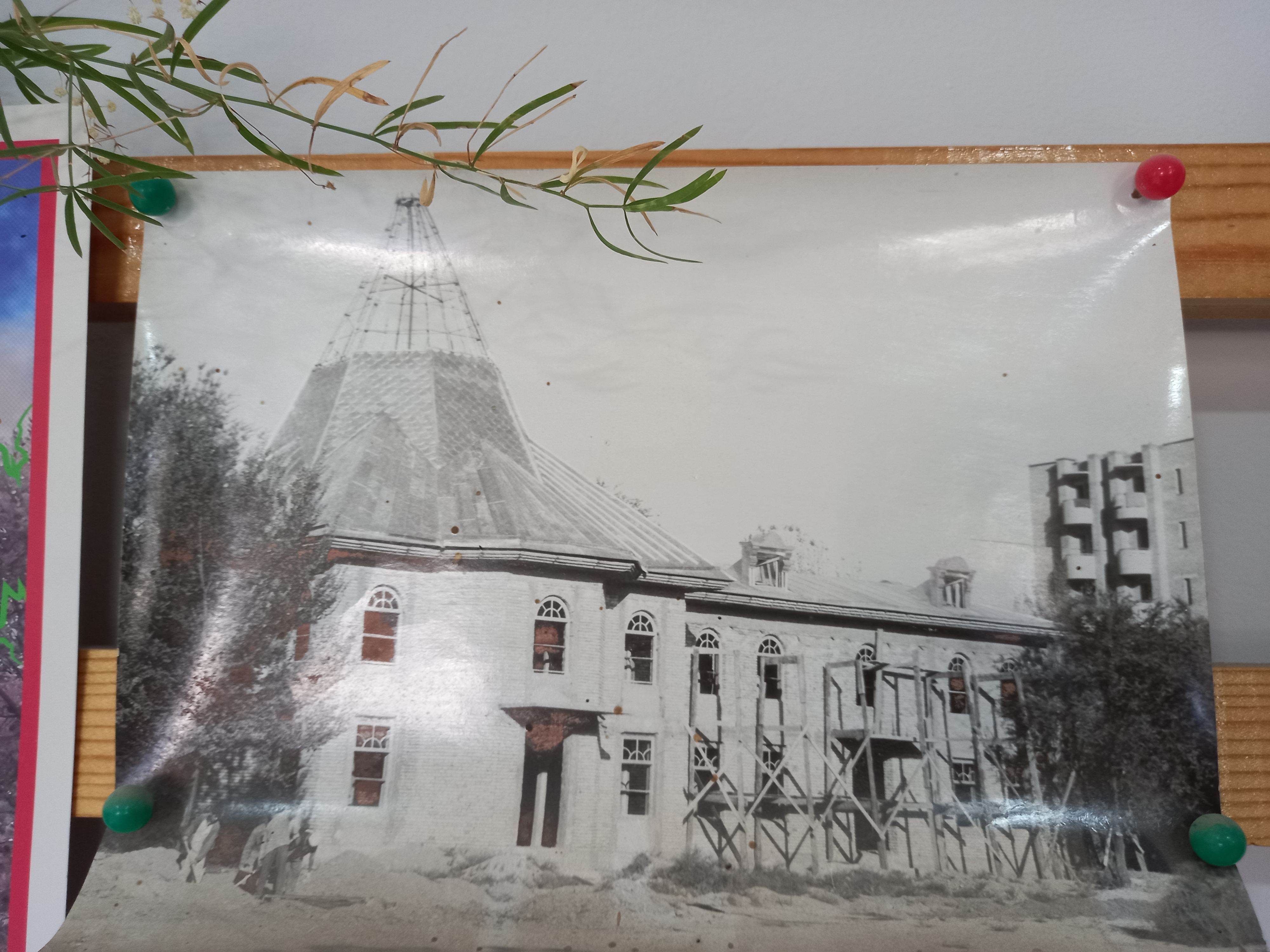
Église chrétienne adventiste du septième jour à Navoi.
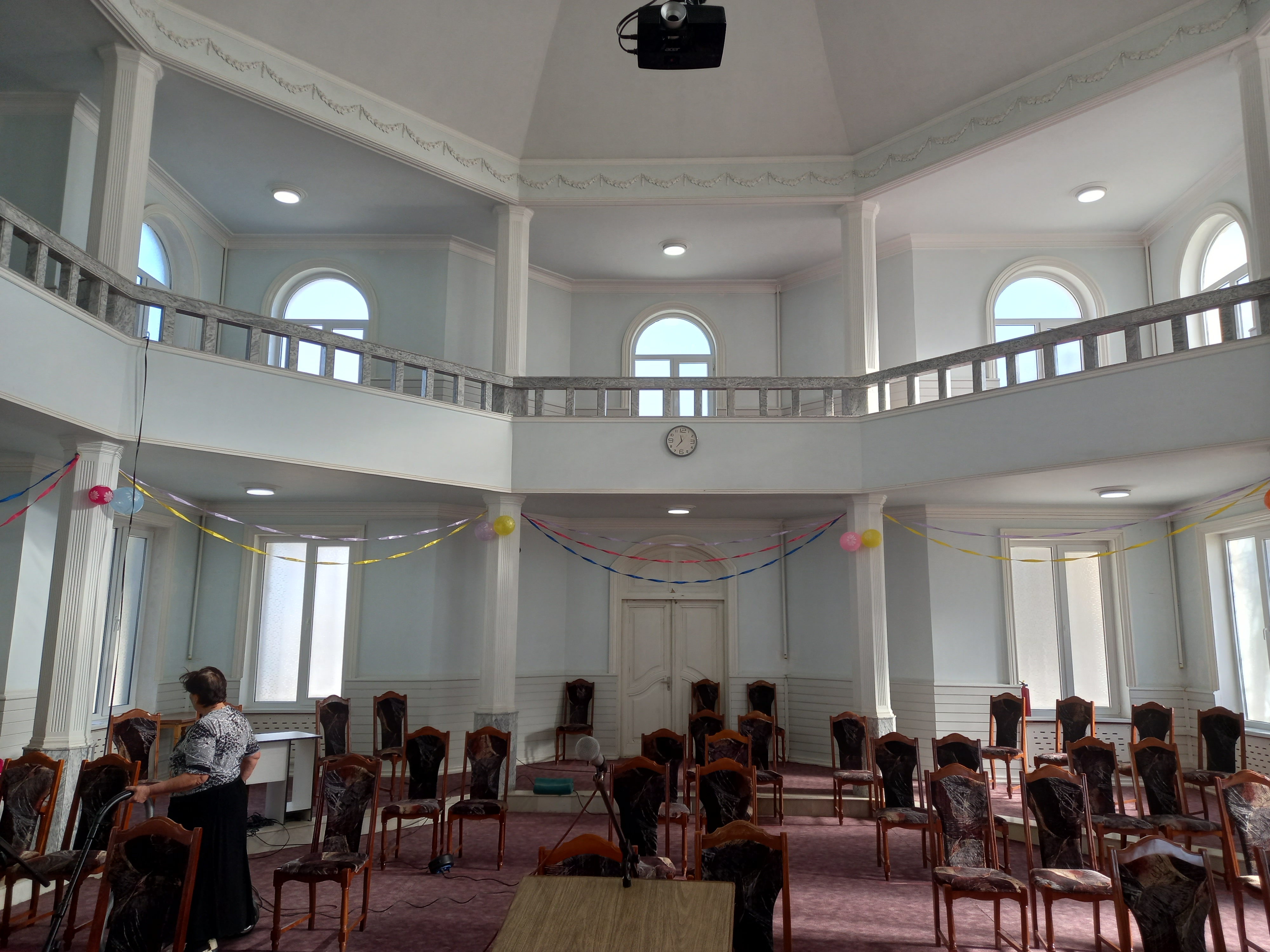
Vue intérieure de l'église
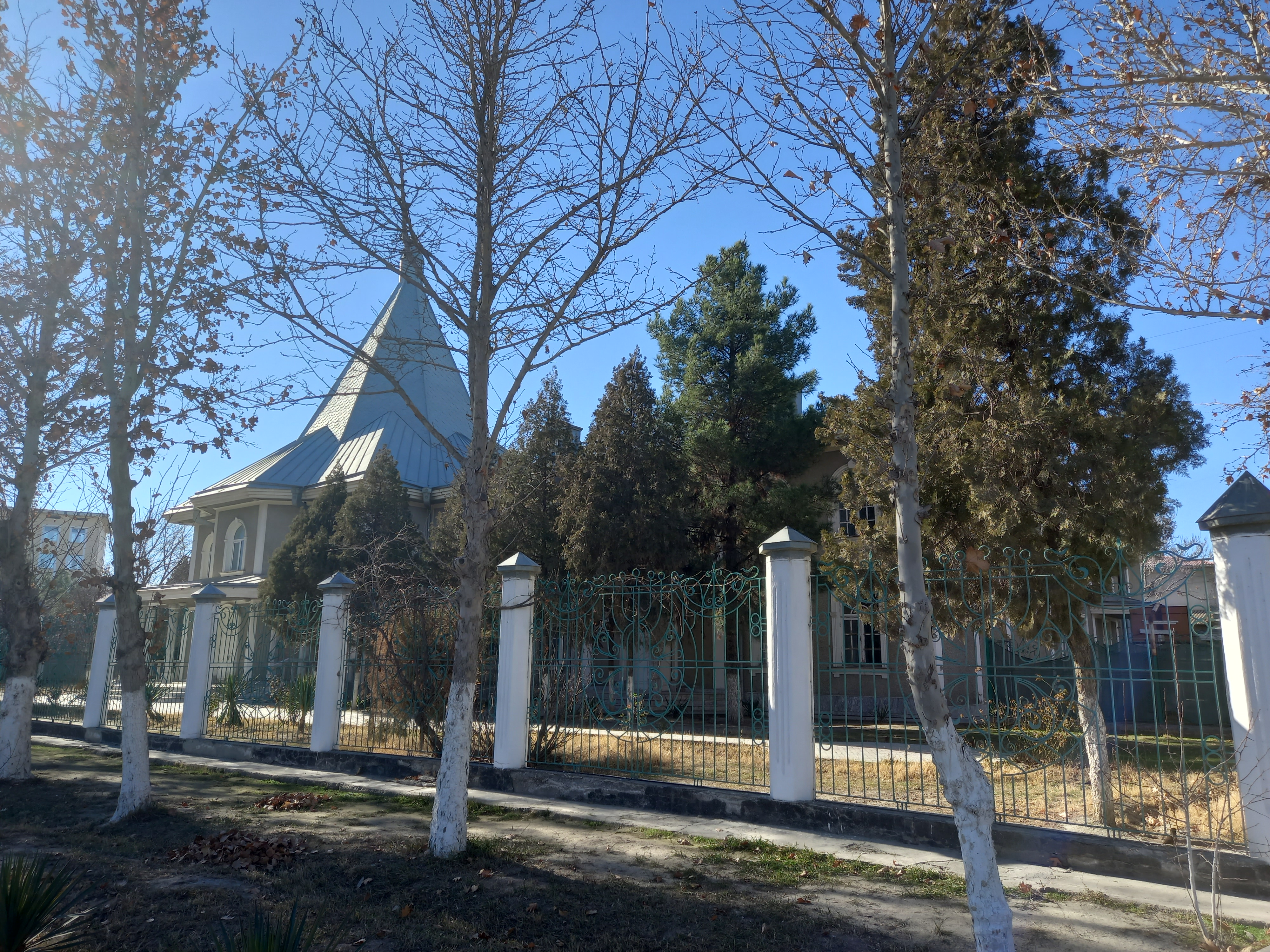
Église adventiste du septième jour à Navoi
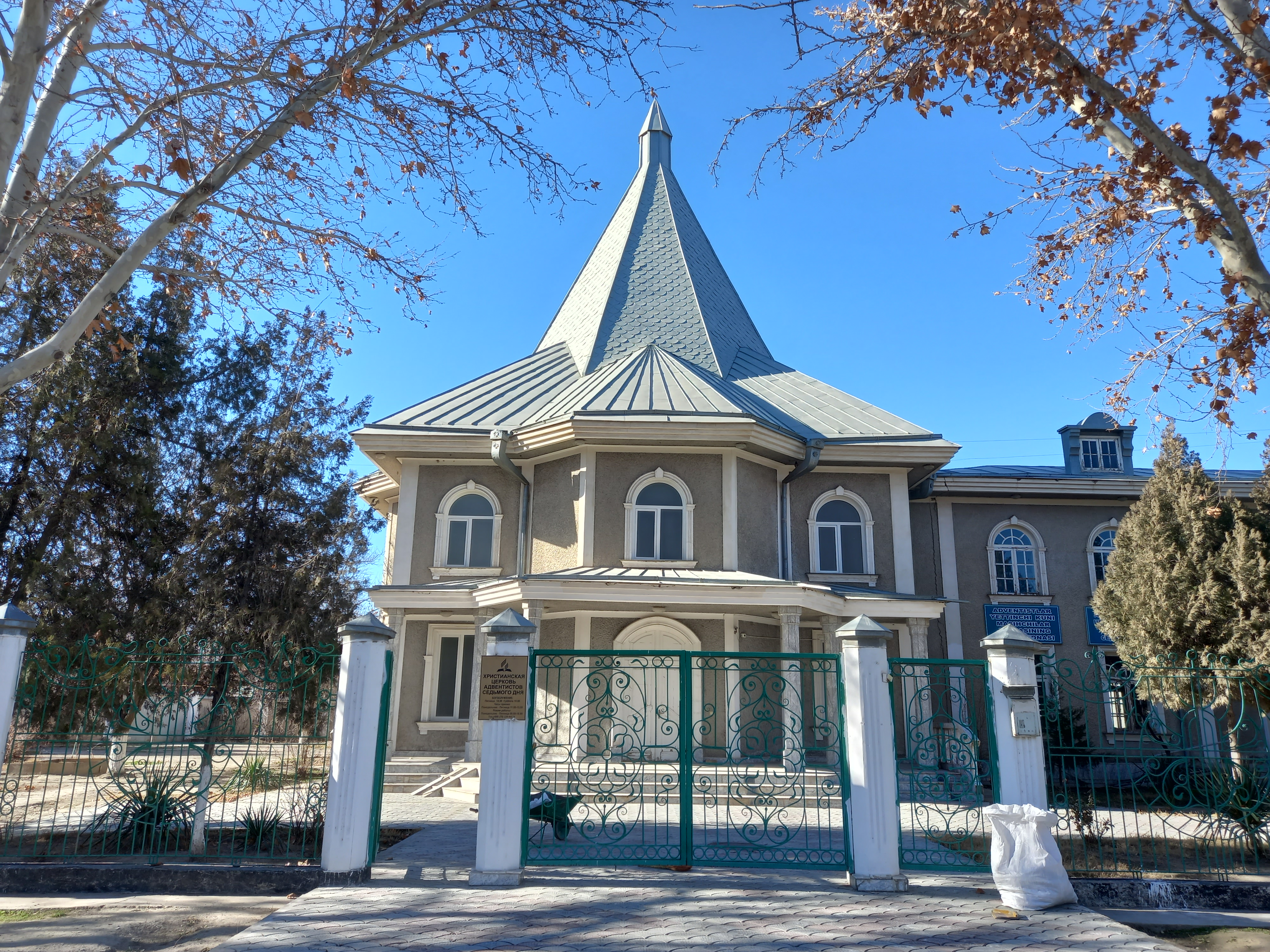
Vue de l'église depuis l'entrée
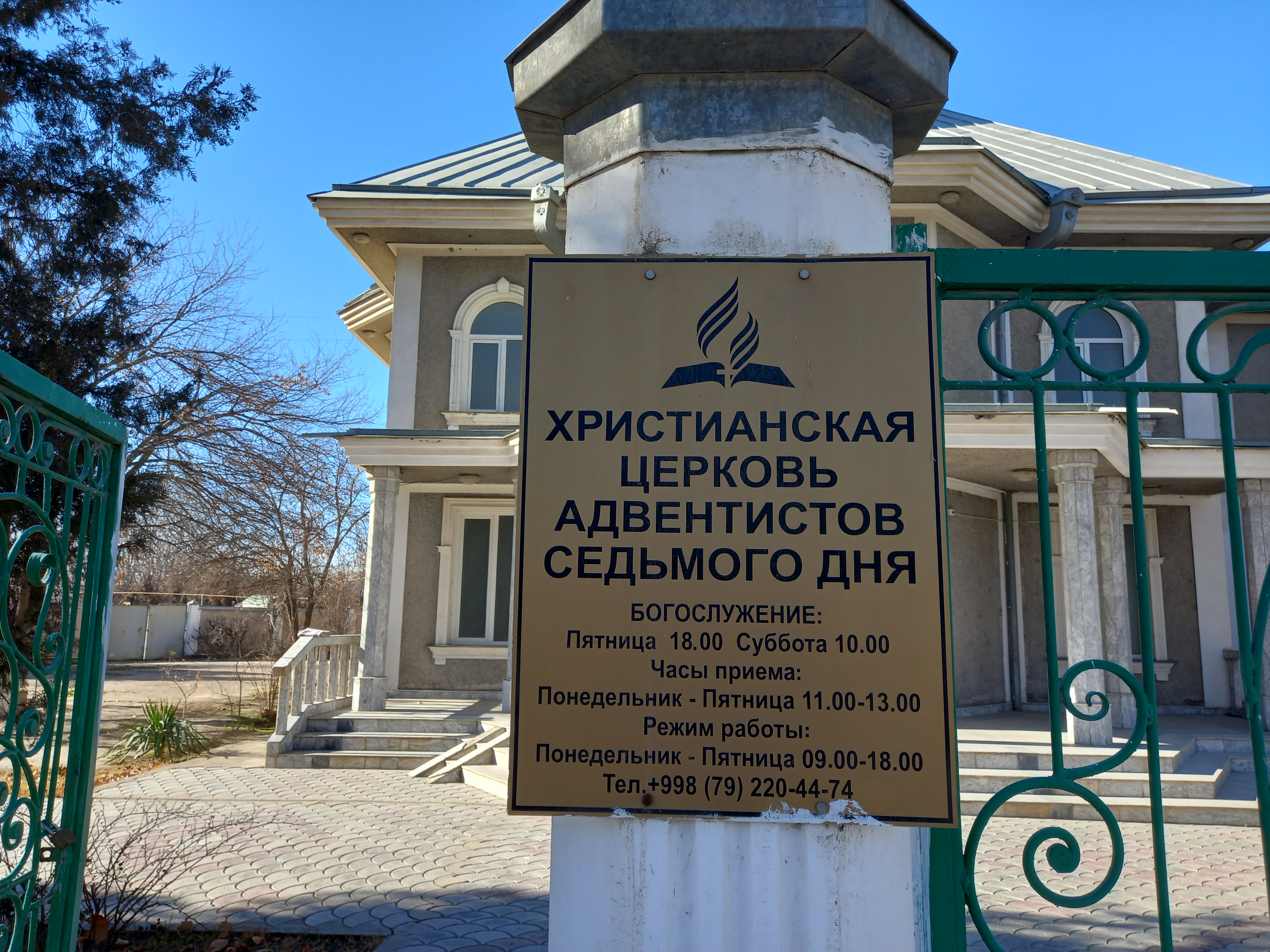
Panneau d'information à l'entrée de l'église
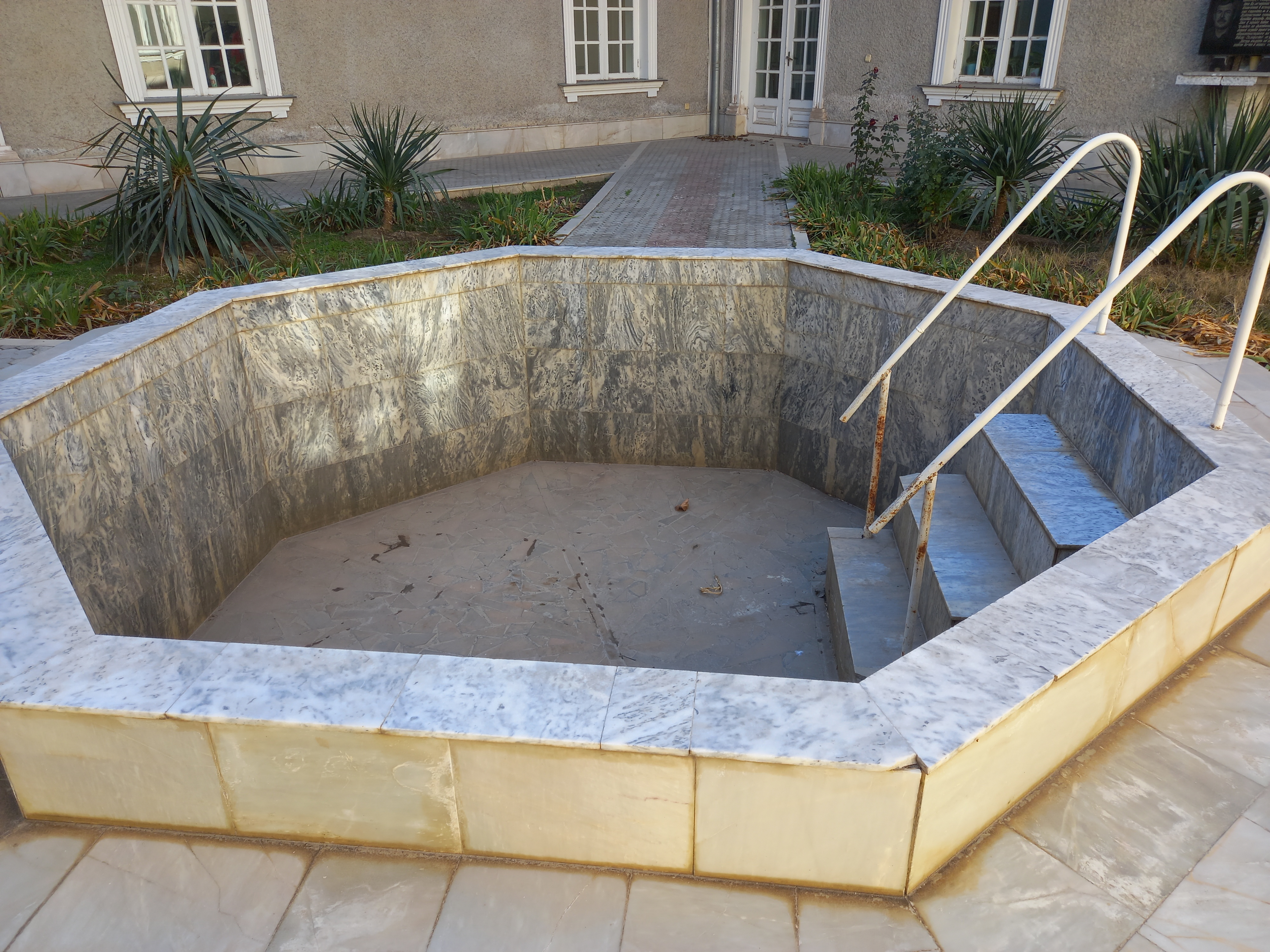
Un bassin d'eau bénite au centre de la cour intérieure de l'église
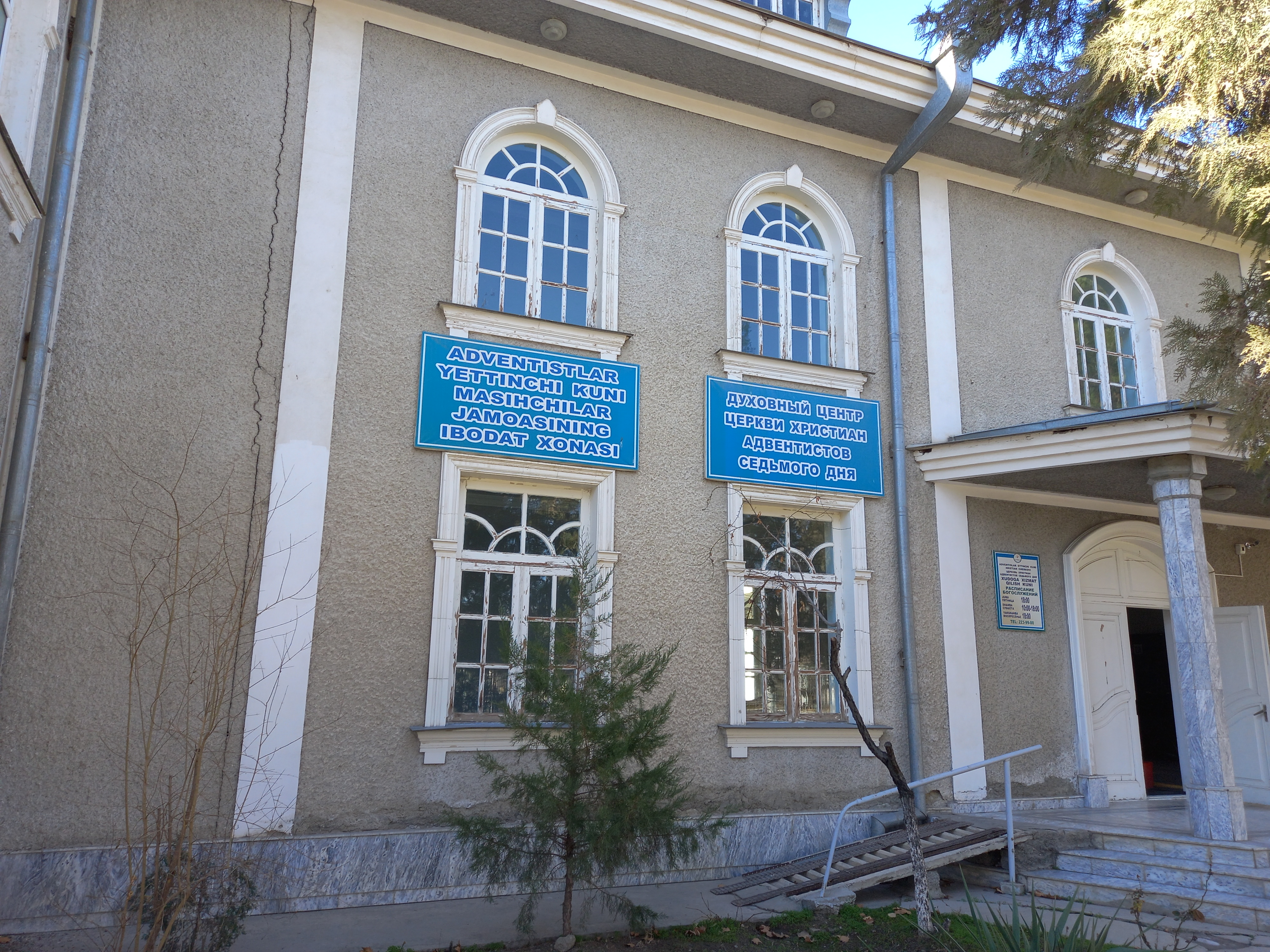
Des ouvrages de référence en ouzbek et en russe accrochés au mur de l'église
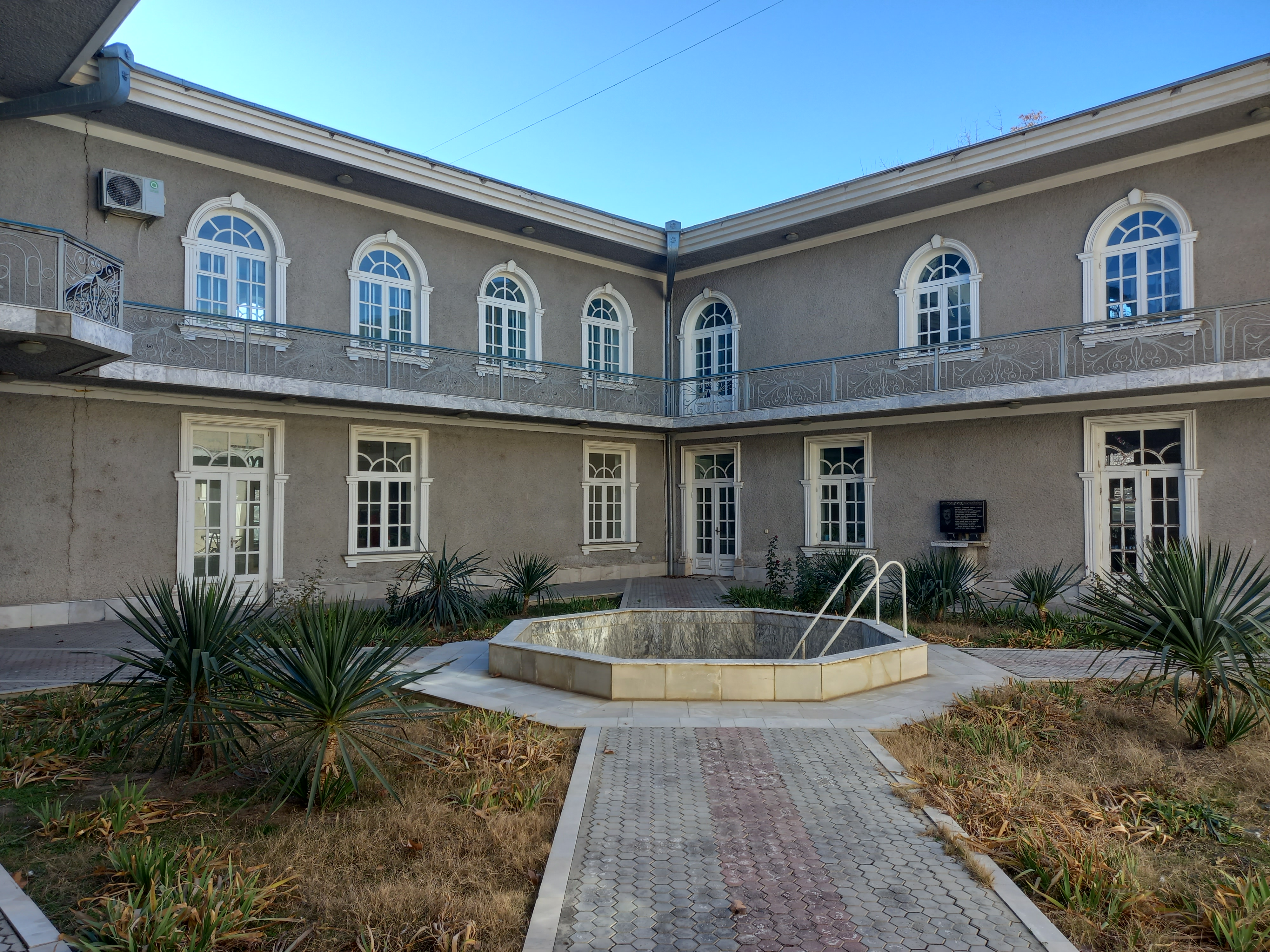
Cour intérieure de l'église